# Устный счёт

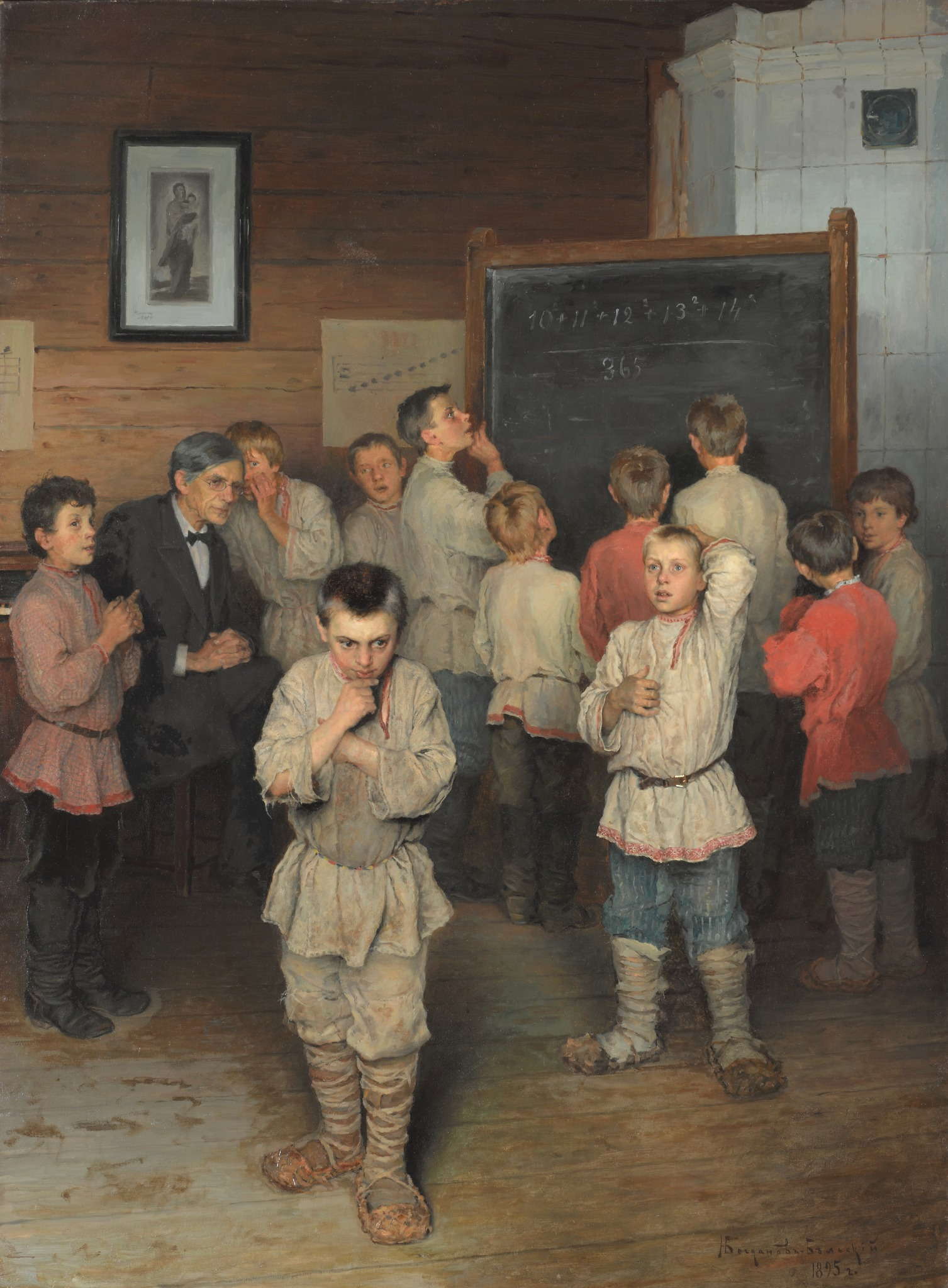
Устный счёт. В народной школе С. А. Рачинского. Николай Богданов-Бельский. 1895 год.

У́стный счёт — математические вычисления, осуществляемые человеком без помощи дополнительных устройств (компьютер, калькулятор, счёты и т. п.) и приспособлений (ручка, карандаш, бумага и т. п.).

## Процесс устного счёта
Процесс устного счёта можно рассматривать как технологию счёта, объединяющую представления и навыки человека о числах, математические алгоритмы арифметики.
Имеются три вида технологии устного счёта, которые используют различные физические возможности человека:
- счёт «на пальцах»;
- аудиомоторная технология счёта;
- визуальная технология счёта.

Характерной особенностью аудиомоторного устного счёта является сопровождение каждого действия и каждого числа словесной фразой типа «дважды два — четыре». Традиционная система счёта является именно аудиомоторной технологией. Недостатками аудиомоторного способа ведения расчётов являются:
- отсутствие в запоминаемой фразе взаимосвязей с соседними результатами,
- невозможность выделить во фразах о таблице умножения отдельно десятки и единицы произведения без повторения всей фразы;
- невозможность обратить фразу вспять от ответа к множителям, что важно для выполнения деления с остатком;
- медленная скорость воспроизведения словесной фразы.

Супервычислители, демонстрируя высокие скорости мышления, используют свои визуальные способности и отличную зрительную память. Люди, которые владеют скоростными вычислениями, не используют слов в процессе решения арифметического примера в уме. Они демонстрируют реальность визуальной технологии устного счёта, лишённой главного недостатка — замедленной скорости выполнения элементарных действий с числами.

## Устный счёт в начальной школе
Выработка навыков устного счёта занимает особое место в начальной школе и является одной из главных задач обучения математике на этом этапе. Именно в первые годы обучения закладываются основные приёмы устных вычислений, которые активизируют мыслительную деятельность учеников, развивают у детей память, речь, способность воспринимать на слух сказанное, повышают внимание и быстроту реакции.
Для обучения детей устному счёту часто используют японские счёты — соробан. Многие эксперты считают, что метод счёта с использованием азиатских абаков (этот метод также называют ментальной арифметикой) появился в Древнем Китае, однако подтверждений этому не существует. Абак представлял собой доску для счёта. Этими приспособлениями пользовались по всему миру, а не только в Китае.
Программа обучения ментальной арифметике обычно занимает несколько лет. Сначала дети учатся считать на настоящем абаке. Далее вместо реальной доски обучающиеся начинают использовать её изображение: глядя на рисунок во время вычислений, нужно представлять, как передвигаются костяшки. В конце концов дети начинают представлять абак мысленно, что позволяет им производить умственно те же операции, что и с использованием настоящей доски. Многие эксперты считают, что ментальная арифметика позволяет эффективно развивать логическое мышление, аналитические навыки, а также улучшать память. Учащиеся могут визуализировать задачи, глубже их понимать и мыслить креативно. Эти навыки помогают им лучше концентрировать своё внимание, систематизировать получаемые знания и лучше адаптироваться к меняющимся условиям.
Однако некоторые педагоги и учёные относятся к данному методу немного скептически. Так, по словам народного учителя России Леонида Исаковича Звавича, устный счёт — дело полезное, но есть масса других приёмов устного счёта и какой из них лучше, сказать сложно. Успехи ребёнка в обучении во многом зависят от того, какие у него были учителя, но развивающие занятия, безусловно, помогают ему подтянуть разные предметы.
Но даже критики данного метода признают, что какая-то польза от ментальной арифметики все же есть, особенно если ребёнку тяжело даётся математика. Кроме того, в процессе обучения у детей вырабатывается привычка трудиться, что обязательно пригодится в дальнейшей жизни.

## Тренажёры для устного счёта
Цифровые вертушки на телефонной матрице.
Цифровые вертушки в базовом варианте представляют собой две телефонных панели, допускающие повороты вокруг центральной оси. Цифровые вертушки являются механическими учебными пособиями, позволяющими в форме игры изучать с детьми методы геометрического сложения и умножения однозначных десятичных чисел.
Описаны в патенте РФ.
Конструкция цифровой вертушки. Неподвижная основа вертушки представляет собой плоскость с рисунками цифр, расставленных в формате Т-матрицы из трёх строк и трёх столбцов. На основу накладывается поворачивающаяся плоскость (пропеллер) на которой нарисованы стрелочки, подсказывающие ответы. Ось вращения пропеллера совпадает с центром неподвижной Т-матрицы. Единственное доступное движение — это поворот пропеллера вокруг оси.
Сложение.
Принцип действия цифровой вертушки заключается в следующем. Запишем сумму однозначных чисел A+B=[D;E] двумя цифрами десятков D и единиц Е. Все примеры с одинаковой величиной слагаемого +B назовём листом сложения.
Цифру единиц E примера сложения показываем стрелочкой от A к E. Эта стрелочка называется указателем единиц суммы.
Стрелочки на листе сложения образуют ломаные линии молний.
Правило единиц. Сложение A+B выполняется путём перехода по стрелочке-указателю, изображённой на листе сложения (+B), от цифры A к цифре E единиц суммы.
Пример 2+1. Потребуется лист сложения (+1). Установим фишку-метку на цифру 2 на T-матрице. Перемещаем фишку по стрелочке молнии, выходящей из точки 2. Конец указателя показывает сумму 3.
Пример 7+7. Берём лист сложения (+7). Установим фишку-метку на цифру 7 на T-матрице. Перемещаем фишку по стрелочке «шаг вверх» на 7-й молнии, выходящей из точки A=7. Конец указателя показывает цифру единиц E=4.
Применяем правило десятков. Если на указателе единиц суммы A->E есть инверсия, то есть, A>E, тогда цифра десятков суммы D=1.
Умножение.
Проведём следующий эксперимент с примерами умножения на 3 (третий лист умножения 3xB=[D;E]).
Представим, что мы находимся в центре большой телефонной Т-матрицы. Покажем левой рукой направление из центра нв множитель B.
Отставим в сторону правую руку, составив с левой рукой прямой угол. Тогда правая рука покажет цифру единиц E примера умножения 3xB.
Итак, правило единиц при умножении на 3 формулируется в два слова: «единицы справа» (от радиального луча множителя B).
Правило поворота лучей (чисел) на Т-матрице можно рассматривать как мнемоническое правило, удобное для запоминания всех примеров 3-го листа умножения.
Если учитель попросит подсчитать 3x7, ученик вспомнит картинку Т-матрицы с нужными лучами и прочитает по ней цифры ответа, называя числа словами.
Однако при геометрических вычислениях в уме слова не нужны, так как слова появляются в сознании вычислителя после картинки, где уже указаны цифры ответа. Одновременно с картинкой, возникающей в памяти человека, число результата уже получено и осознано.
Следует обратить внимание на то, что элементы изображения в наглядной арифметике стандартизованы, они могут рассматриваться как язык визуальных образов, последовательность которых (соответствующая алгоритму) эквивалентна проведению расчётов. Возникающие в памяти картинки могут быть динамическими, как в кино, или же статическими, если на одной геометрической схеме показаны и исходные данные, и числа результата. Одношаговые алгоритмы предпочтительнее многошаговых.
Чтобы вспомнить нужную картинку для получения цифр ответа элементарного примера, требуется интервал времени 0,1-0,3 секунды. Заметим, что при решении элементарных примеров геометрическим способом нет никакого увеличения нагрузки на психику. По факту, геометрический счёт у тренированного вычислителя автоматически является скоростным счётом.
Компьютер «на пальцах».
Указание радиальных лучей при умножении на 3 можно выполнить ладонью правой руки.
Отставим в сторону большой палец правой руки, плотно сжав остальные пальцы.
Положим правую ладонь на центр Т-матрицы, направив большой палец на множитель B.
Тогда остальные пальцы правой руки покажут цифру единиц E произведения 3xB=[D;E]).
Итак, умножение на 3 реализуется на телефонной матрице правилом правой руки".
Например, 3x2=6.
Аналогично: правило единиц умножения на 7 — это правило левой руки.
Правило единиц умножения на 9 — это шпагат из пальцев.
Другие геометрические правила единиц умножения можно показать на схемах, на которых имеются радиальные лучи Т-матрицы.
При этом умножение чётных чисел выполняется на чётном кресте цифр Т-матрицы.
Удачным тренажёром являются механические учебные пособия — цифровые вертушки, использующие цифровую телефонную матрицу.
Чтобы показать величину десятков произведения AxB, можно воспользоваться ступенчатыми моделями листов умножения, вид и особенности которых мы запоминаем так же, как рельеф местности. Высота руки над основанием (полом) показывает величину десятков. Если цифра D превосходит 5, то основание пола будет соответствовать D=5, а верхний уровень руки — 9.

## Феноменальные счётчики
Феномен особых способностей в устном счёте встречается с давних пор. Как известно, ими обладали многие учёные, в частности, Андре Ампер и Карл Гаусс. Однако, умение быстро считать было присуще и многим людям, чья профессия была далека от математики и науки в целом.
До второй половины XX века на эстраде были популярны выступления специалистов в устном счёте. Иногда они устраивали показательные соревнования между собой, проводившиеся в том числе и в стенах уважаемых учебных заведений, включая, например, Московский государственный университет имени М. В. Ломоносова.
Среди известных российских «супер счётчиков»:
- Арон Чиквашвили — «чудо-счётчик»[15][16][17][18]
- Арраго[14]
- Давид Гольдштейн[14]
- Игорь Шелушков[15]
- Горный (Яшков) Юрий Гаврилович[19]
- А. В. Некрасов — «человек-компьютер»[20][21][22][23][24]
- Владимир Кутюков — «человек-календарь»[25][26][27][28][29][30]

Среди зарубежных:
- Борислав Гаджански[15]
- Вильям Клайн[15]
- Жак Иноди[15]
- Луи Флери[15]
- Мадемуазель Осака[15]
- Морис Дагбер[15]
- Томас Фуллер[15]
- Урания Диамонди[15]
- Шакунтала Деви[15]
- Юсниер Виера — кубино-американский математик, феноменальный счётчик, мировой рекордсмен в области устного календарного исчисления[31][32].

Хотя некоторые специалисты уверяли, что дело во врождённых способностях, другие аргументированно доказывали обратное: «дело не только и не столько в каких-то исключительных, „феноменальных“ способностях, а в знании некоторых математических законов, позволяющих быстро производить вычисления» и охотно раскрывали эти законы.

## Соревнования по устному счёту
В настоящее время в прибалтийских странах, Словении и Украине проводятся соревнования по устному счёту среди школьников под названием Пранглимине (эст. Pranglimine). Начиная с 2004 года проводятся международные соревнования среди школьников и взрослых. В 2016 году соревнования прошли в Мурска-Собота (Словения).
Начиная с 2004 года, один раз в два года проводится Мировой чемпионат по вычислениям в уме. Соревнования проводятся по решению таких задач, как сложение десяти 10-значных чисел (по правилам 2016 года даётся 7 минут на это задание), умножение двух 8-значных чисел за 10 минут, расчёт дня недели по григорианскому календарю по заданной дате с 1600 по 2100 годы (1 минута), корень квадратный из 6-значного числа за 10 минут (результат должен быть представлен с точностью до 8 знаков после запятой). Также определяется победитель в категории «Лучший универсальный счётчик» по итогам решения шести неизвестных «задач с сюрпризом». К заявке на участие прикладываются результаты в интеллектуальных видах спорта и результат в программах Memoriad (с сайта memoriad.com), подтверждённые кем-то (например, учителем математики). Ограничения по возрасту нет, не делается также различий между полами. Участник начинает выполнение каждого задания с команды «Нейроны готовсь, пошли» (Neurons: On the ready, go). Чемпионат в 2018 году прошёл 28—30 сентября 2018 года в Научном центре Phæno в Вольфсбурге, Германия по таким правилам.
Memoriad (MEntal math + meMORy + olimpIAD) — международная олимпиада по устному счёту, запоминанию и скорочтению, проводится раз в 4 года (совпадает по годам с летними Олимпийскими играми). Среди заданий по устному счёту: умножение 5-, 8- и 20-значных чисел, деление 10-значных чисел на 5-значные, извлечение квадратного корня из 6-, 8- и 10-значного числа, сложение 250 двухзначных чисел с показом каждого числа 0,6 секунды. Среди других заданий: запоминание бинарных чисел, десятичных чисел за определённое время (от 1 минуты до 1 часа).

## Метод Трахтенберга
Среди практикующихся в устном счёте пользуется популярностью книга «Системы быстрого счёта» цюрихского профессора математики Якова Трахтенберга. История её создания необычна. В 1941 году немцы бросили будущего автора в концлагерь. Чтобы сохранить ясность ума и выжить в этих условиях, учёный стал разрабатывать систему ускоренного счёта. За четыре года ему удалось создать стройную систему для взрослых и детей, которую впоследствии он изложил в книге. После войны учёный создал и возглавил Цюрихский математический институт.

## Устный счёт в искусстве
В России хорошо известна картина русского художника Николая Богданова-Бельского «Устный счёт. В народной школе С. А. Рачинского», написанная в 1895 году. Приведённая на доске задача, над которой размышляют ученики, требует достаточно высоких навыков устного счёта и смекалки. Вот её условие:
| {\displaystyle {\frac {10^{2}+11^{2}+12^{2}+13^{2}+14^{2}}{365}}} |

Феномен быстрого счёта больного аутизмом раскрывается в фильме «Человек дождя» Барри Левинсона и в фильме «Пи» Даррена Аронофски.

## Некоторые приёмы устного счёта
Для умножения числа на однозначный множитель (например, 34×9) устно, необходимо выполнять действия, начиная со старшего разряда, последовательно складывая результаты (30×9=270, 4×9=36, 270+36=306).
Для эффективного устного счёта полезно знать таблицу умножения до 19×9. В этом случае умножение 147×8 выполняется в уме так: 147×8=140×8+7×8= 1120 + 56= 1176. Однако, не зная таблицу умножения до 19×9, на практике удобнее вычислять все подобные примеры методом приведения множителя к базовому числу: 147×8=(150−3)×8=150×8−3×8=1200−24=1176, причём 150×8=(150×2)×4=300×4=1200.
Если одно из умножаемых раскладывается на однозначные множители, действие удобно выполнять, последовательно перемножая на эти множители, например, 225×6=225×2×3=450×3=1350. Также, проще может оказаться 225×6=(200+25)×6=200×6+25×6=1200+150=1350.
Несколько способов устного счёта:
- Умножение на 10. Приписать справа нуль: 48×10 = 480.
- Умножение на 9. Для того чтобы умножить число на 9 надо к множимому приписать 0 и от получаемого числа отнять множимое, например 45×9=450−45=405.
- Умножать на 5 удобнее так: сначала умножить на 10, а потом разделить на 2.
- Умножение на 11 двузначного числа [N; A]. Раздвинуть цифры N и A, вписать посередине сумму (N+A).

например, 43×11 = [4; (4+3); 3] = [4; 7; 3] = 473.
- При умножении на 1,5 умножаемое нужно разделить пополам и прибавить к умножаемому, например 48×1,5= 48/2+48=72. Можно применить при умножении на 15 48×1,5×10 = 720.
- Возведение числа вида [N;5] (оканчивающееся пятёркой) в квадрат производится по схеме: умножаем N на N+1, записываем в сотни, и приписываем 25 справа. Формула: [N; 5] × [N; 5] = [ (N×(N+1)) ; 2; 5 ].

Доказательство:{\displaystyle (10\cdot N+15)\cdot (10\cdot N+5)=10^{2}\cdot N^{2}+2\cdot 5\cdot 10\cdot N+5^{2}=100\cdot N^{2}+100\cdot N+25=100\cdot N(N+1)+25}

Например, 65² = 6×7 и приписываем справа 25, получим 4225 или 95² = 9025 (сотни 9×10 и приписать 25 справа).
- Числа, близкие к удобным для умножения числам. можно возводить в квадрат с помощью формулы {\displaystyle A^{2}=(A+d)(A-d)+d^{2}} (например, 42² = (42 + 2)(42 − 2) + 2² = 44 × 40 + 4 = 1760 + 4 = 1764). Так же можно перемножать числа, находящиеся на одинаковом небольшом расстоянии от удобных, например: 23 × 17 = (20 + 3)(20 − 3) = 20² − 3² = 400 − 9 = 391.[41]